# Grabiszyn-Grabiszynek
Grabiszyn – osiedle we Wrocławiu, powstałe na mocy uchwały Rady Miasta Wrocławia z 1991 roku w wyniku połączenia osiedli Grabiszyn (niem. Gräbschen) oraz Grabiszynek (okolica ulicy Odkrywców, niem. Leedeborn Trift, tj. „Pastwiska Leedeborn”) będących w granicach miasta od 1911.

## Historia
Pierwsza wzmianka o wsi Grabisin pochodzi z 1149, było to jedno z nadań Bolesława Kędzierzawego na rzecz opactwa ołbińskiego. Jej nazwa pochodzi prawdopodobnie od staropolskiego imienia zasadźcy lub właściciela miejscowości Grabisza. Miejscowość została wymieniona w staropolskiej, zlatynizowanej formie Grabiscin w łacińskim dokumencie wydanym 12 sierpnia 1201 roku przez kancelarię papieża Innocentego III wydanym w Segni.
Leżała na szlaku z południa do Wrocławia, nazywanym przez Niemców „drogą polską” (Polackenweg). W 1810 w wyniku sekularyzacji przeszła na własność państwa. W XIX wieku wieś leżała na obszarze parafii św. Mikołaja. W 1911 włączona do miasta, w 1923 ulica prowadząca do centrum otrzymała nazwę Grabiszyńskiej (Gräbschener Str).
W roku 1991 wrocławska Rada Miejska podjęła uchwałę według której tereny osiedli Grabiszyn i Grabiszynek tworzą jedną jednostkę administracyjną o nazwie Grabiszyn-Grabiszynek.

## Obecnie
Osiedle Grabiszyn-Grabiszynek sąsiaduje z osiedlami (niegdyś podwrocławskimi wsiami) Borek (Kleinburg), Dworek (Höfchen), Gajowice (Gabitz) Oporów (Opperau), Muchobór Mały, Muchobór Wielki, Krzyki (Krietern), od którego nazwę brała cała dawna dzielnica Krzyki.
Łącznie osiedle liczy około 14 tys. mieszkańców. W obrębie osiedla mieści się Park Grabiszyński. W ostatnim czasie powstało tu wiele nowych osiedli mieszkaniowych.
Siedziba Rady Osiedla Grabiszyn-Grabiszynek mieści się w lokalu dawnej piekarni przy ulicy Blacharskiej 12/1.

## Kontrowersje i nieścisłości
- Mimo obowiązującego od 1991 roku podziału administracyjnego Wrocławia w świadomości wielu mieszkańców wciąż funkcjonuje nieformalny podział osiedla na dwie części: Grabiszyn i Grabiszynek. Za umowną granicę przyjmuje się al. gen. Józefa Hallera oraz al. Eugeniusza Romera.
- Pętla tramwajowa „Oporów” położona obok Cmentarza Żołnierzy Polskich podobnie jak sam cmentarz faktycznie jest ulokowana w obrębie osiedla Grabiszyn-Grabiszynek[7]. W związku z tą nieścisłością częstym błędem funkcjonującym w lokalnej społeczności jest określenie Cmentarz Żołnierzy Polskich na Oporowie.
- Przychodnia SPZOZ „Grabiszyn” mieszcząca się przy ul. Stalowej 50 zlokalizowana jest w granicach osiedla Gajowice[8], a nie jak mogłoby wynikać z nazwy Grabiszyn-Grabiszynek.

### Szkoły
- Podstawowa nr 68 im. II Tysiąclecia Wrocławia (ul. Szczęśliwa 28)
- Podstawowa nr 82 im. Budowniczych Wrocławia (ul. Blacharska 13)
- Podstawowa nr 109 (ul. Inżynierska 54)
- Gimnazjum nr 6 (Aleja Pracy 24)
- zespół szkół Fundacji Edukacji Międzynarodowej: Dwujęzyczna Szkoła Podstawowa ATUT, Dwujęzyczne Gimnazjum ATUT, Wroclaw International School i Międzynarodowe Liceum Ogólnokształcące we Wrocławiu – International High School of Wrocław (ul. Racławicka 101) – Centrum Edukacji Międzynarodowej
- Zespół Szkół Budowlanych (ul. Grabiszyńska 255)

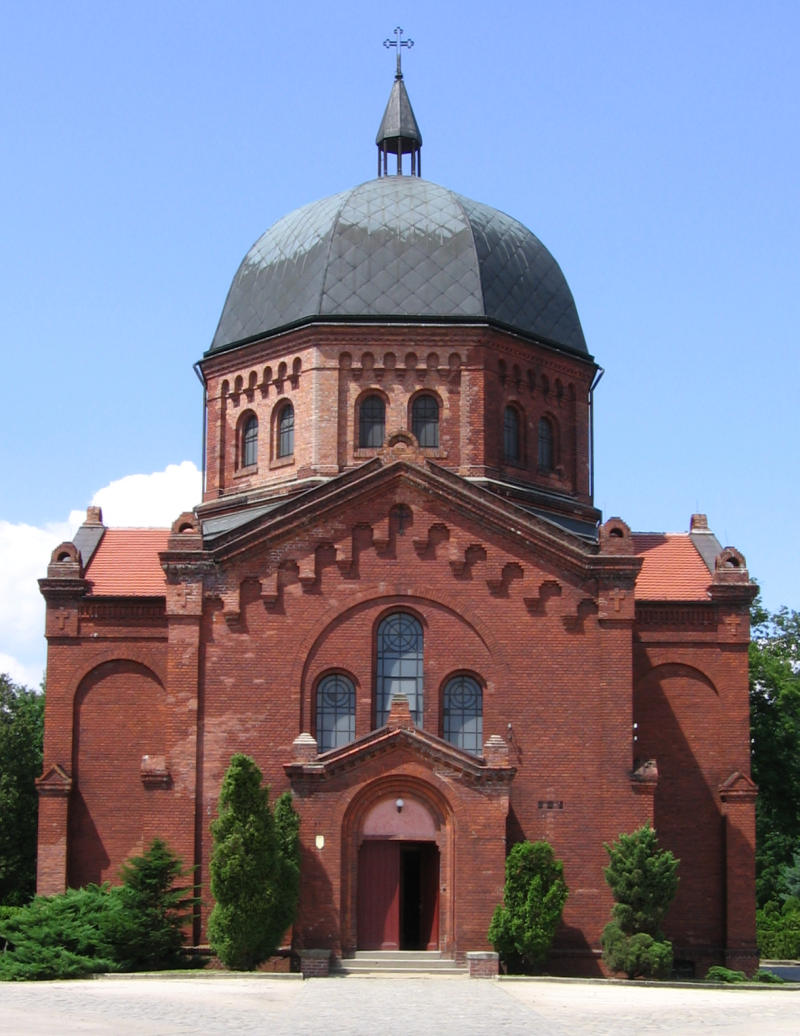
Cmentarz Grabiszyński – kaplica

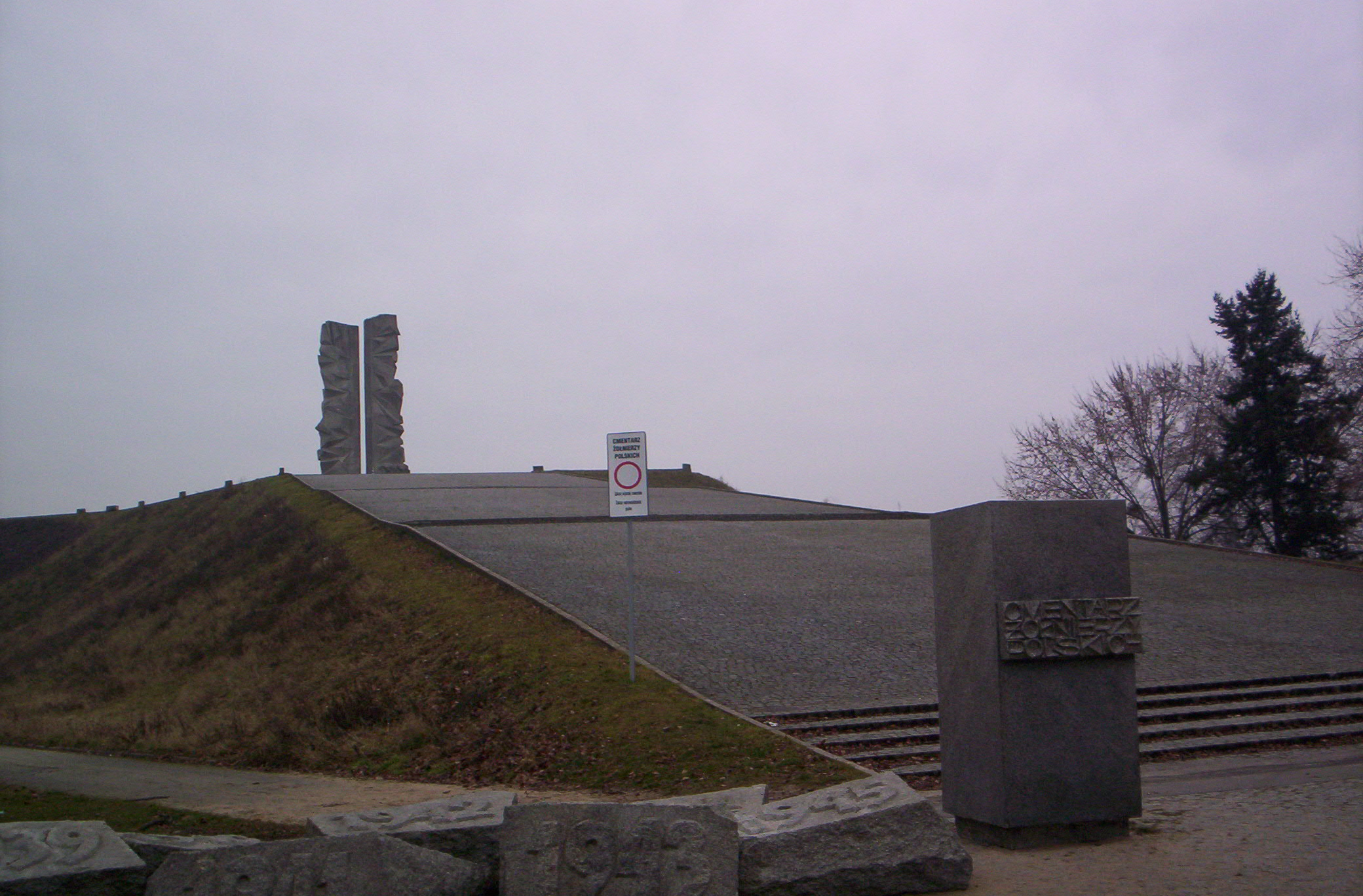
Cmentarz Żołnierzy Polskich

### Inne instytucje państwowe
- Komisariat Wrocław Grabiszynek (ul. Grabiszyńska 255)
- Państwowa Straż Pożarna Wrocław Grabiszynek – Jednostka Ratowniczo-Gaśnicza nr 4 (ul. Grabiszyńska 255)
- Zakład karny o złagodzonym rygorze (ul. Fiołkowa 9)

### Kościoły
- Kościół pod wezwaniem Świętego Klemensa Dworzaka (al. Pracy 26), który niegdyś był miejscem pielgrzymek do obrazu Matki Bożej Pocieszenia, zwanej także Matką Boską Robotników.

### Cmentarze
- Cmentarz Grabiszyński
- Cmentarz Żołnierzy Polskich we Wrocławiu
- Cmentarz Żołnierzy Włoskich we Wrocławiu
- Cmentarz dzieci polskich i niemieckich (na terenie Parku Grabiszyńskiego)

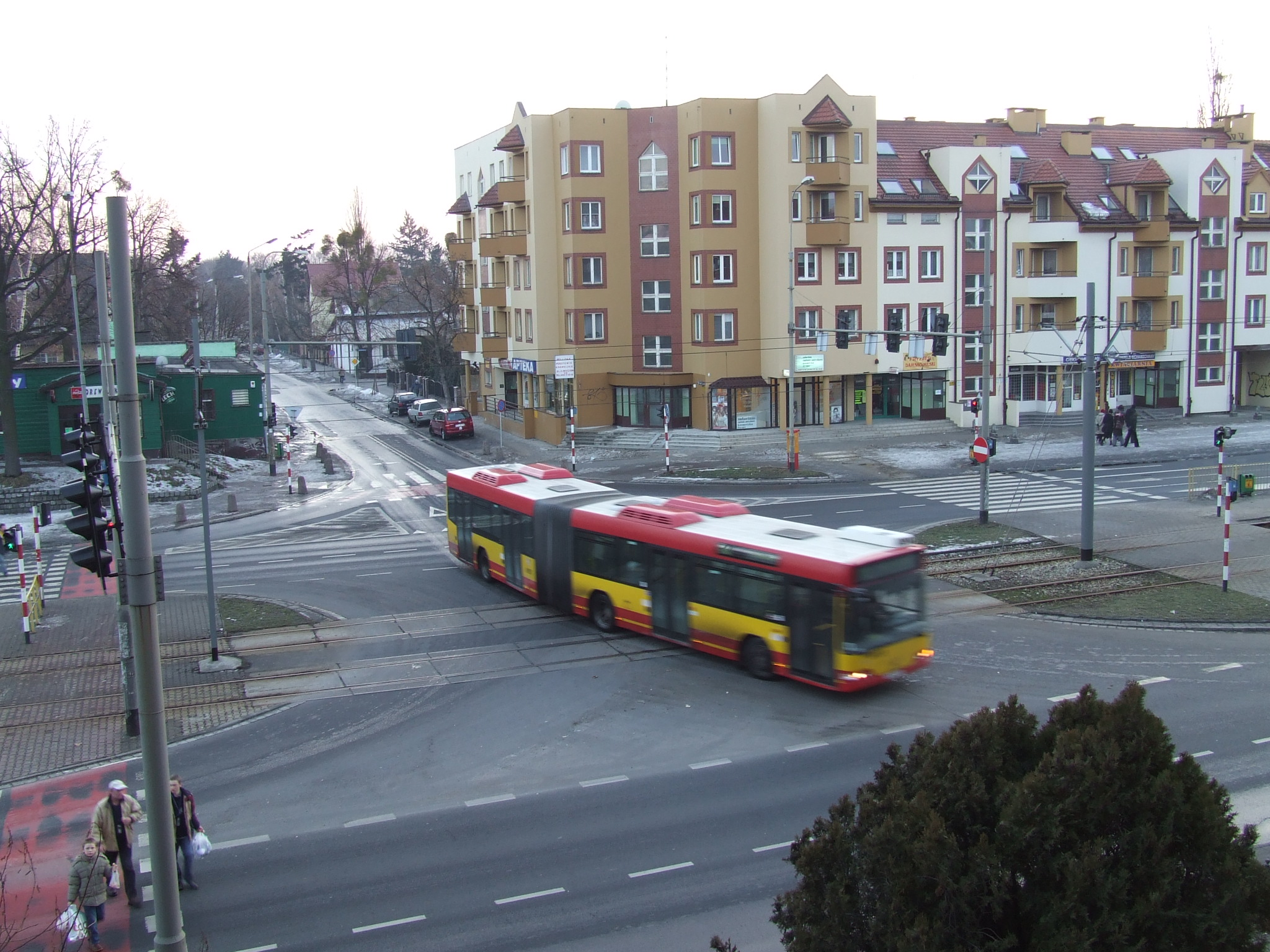
Autobus MPK na Grabiszynku (skrzyżowanie al. Hallera z ul. Ojca Beyzyma)

### Linie autobusowe
- A –  Krzyki – Koszarowa (Szpital)
- 107 – Krzyki – Pracze Odrzańskie
- 119 – Racławicka – Sołtysowice
- 124 – Wrocław Nowy Dwór (P+R) – Księże Wielkie (przez Tarnogaj)
- 125 – Tyniecka  – Brochów
- 126 – Kozanów – Wojszycka
- 134 – Wrocław Nowy Dwór (P+R) – Księże Wielkie (przez ul. Krakowską)
- 136 – Tarnogaj – Kozanów
- 143 – Kminkowa – Sępolno
- 152 – Blacharska – Tarczyński Arena (Królewiecka)
- 319 –  Klecina – FAT  – Kamieńskiego

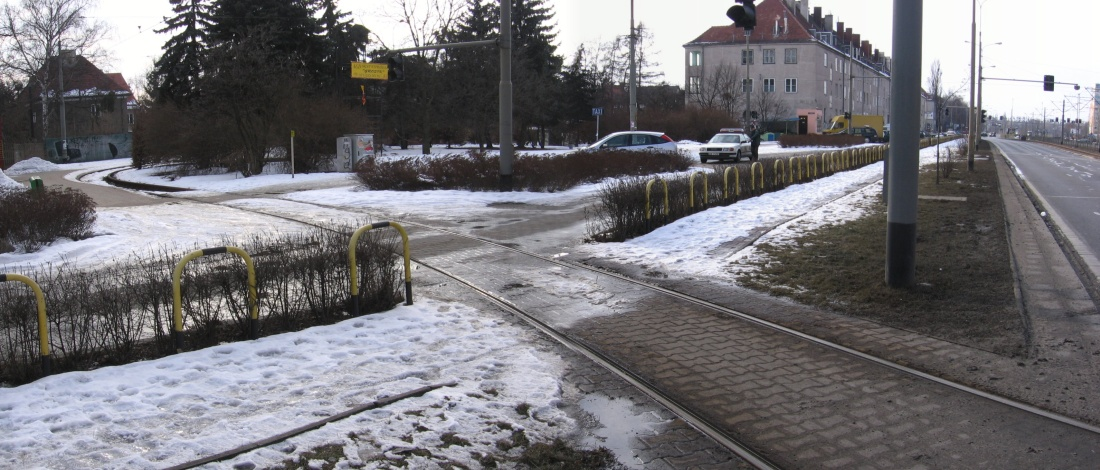
Pętla tramwajowa na Grabiszynku

### Linie tramwajowe
- 4 – Oporów – Biskupin
- 5 – Grabiszyńska Cmentarz – Księże Małe
- 11 – Oporów – Kromera
- 14 – Krzyki – Osobowice
- 20 – Oporów – Leśnica

Przy al. Hallera (w okolicach ul. Beniowskiego) znajduje się niewykorzystywana aktualnie w ruchu liniowym pętla tramwajowa Grabiszynek – umożliwia zawracanie tramwajom jadącym od strony wschodniej.